# 10,5 cm Kanone (gepanzerte Selbstfahrlafette)
Il 10,5 cm Kanone (gepanzerte Selbstfahrlafette), abbreviato in 10,5 cm K (gp.Sfl) (traducibile come "Cannone semovente corazzato calibro 10,5 cm") fu un prototipo di semovente d'artiglieria realizzato dalla Germania nazista. Progettato inizialmente come Schartenbrecher, ovvero arma antibunker per attaccare la linea Maginot, in seguito alla resa della Francia fu convertito al ruolo di cacciacarri pesante per il fronte orientale.

## Storia
La Krupp iniziò nel 1939 lo sviluppo di un mezzo che potesse colpire i bunker rimanendo a distanza di sicurezza da un eventuale fuoco di controbatteria. Con la rapida caduta della Francia, l'esigenza venne meno, così si pensò di riconvertire il mezzo al ruolo di cacciacarri pesante. Furono ordinati 2 prototipi, completati nel gennaio 1941 e mostrati ad Hitler il 31 marzo. Se le prove sul campo avessero dato esito positivo, la Krupp stimava di iniziare la produzione di serie nella primavera del 1942.
Durante la fase di sviluppo il veicolo era indicato come 10 cm K. (Pz.Sfl.IVa); il 13 agosto 1941 ricevette la denominazione ufficiale 10,5 cm K (gp.Sfl.), mentre tra le truppe era soprannominato Dicker Max (Max il grasso).

## Impiego operativo
I due prototipi da testare furono assegnati al Panzerjäger-Abteilung 521 durante l'operazione Barbarossa. Un prototipo prese accidentalmente fuoco e fu completamente distrutto dalla detonazione delle munizioni; il secondo prototipo invece operò con successo in combattimento fino alla fine del 1941. Fu ricostruito dalla Krupp nella prima metà del 1942 secondo le esperienze acquisite e venne rinviato al battaglione in tempo per partecipare all'operazione Blu. Nelle relazioni operative del battaglione di novembre-dicembre non viene citata nessuna attività del prototipo.
Una relazione del 26 luglio 1941 commentava:
"Questo Sfl. (semovente) non è sufficientemente manovrabile per l'impiego in un Vorausabteilung (battaglione d'avanguardia). Il brandeggio limitato obbliga l'intero veicolo a ruotare per ingaggiare il bersaglio. Questa operazione richiede molto tempo quando deve essere eseguita ripetutamente, specialmente su terreni rotti, a causa del peso del veicolo e della ridotta potenza del motore. Inoltre, a causa della distribuzione della corazzatura - spessa solo sull'arco frontale e più sottile di 50 mm sul posteriore - il mezzo è adatto ad un uso solo frontale. Il veicolo è vulnerabile ai lati e nell'arco posteriore. L'impiego in Vorausabteilung richiede la capacità di un rapido ingaggio dei bersagli in ogni direzione [...] Il veicolo si è dimostrato capace di supportare un attacco diretto della fanteria da posizioni scoperta con fuoco diretto, come nell'attraversamento del Szczarar. Non è possibile osservare l'effetto dei nostri colpi a causa della nuvola di polvere alzatasi di fronte al cannone. I due Sfl. devono osservare alternativamente il fuoco l'uno dell'altro oppure deve essere stabilito un posto di osservazione su un lato, comandato da un Richtkreis-Uffiz. (cannoniere) affiatato con l'equipaggio. A causa di dimensioni, ridotta mobilità e polvere alzata dal cannone, in futuro i Sfl. spareranno unicamente Sprenggranaten (granate HE) a fuoco indiretto. ... Finora il Sfl. è stato impiegato nei propri ruoli dedicati - ingaggio di bunker in cemento armato a fuoco diretto ed ingaggio di carri armati pesanti in coordinamento con altre armi anticarro. La sua capacità di penetrazione sembra adeguata per questi ruoli. ... Non si sono verificati particolari problemi con il motore o la trasmissione. I freni di sterzo sono sovraccaricati: i bulloni della guida di uno dei freni di sterzo si sono strappati tre volte e le bande dei freni sono state cambiate due volte perché i rivetti erano surriscaldati".

## Descrizione
Il 10,5 cm K (gp.Sfl.) fu costruito sullo scafo pesantemente modificato di Panzerkampfwagen IV Ausf. E, con la torretta sostituita da una casamatta a cielo aperto per ospitare il cannone. La piastra frontale era costituita da acciaio indurito spesso 50 mm, inclinata di 15° dalla verticale, mentre sui fianchi la corazzatura si riduceva a 20 mm. L'elemento caratteristico del mezzo era la casamatta che proteggeva il vano di combattimento sul retro del veicolo. Le 26 munizioni di bordo erano stivate in contenitori blindati. Altra caratteristica originale era la falsa postazione del pilota sul lato destro, mentre in realtà esso prendeva posto davanti alla sovrastruttura, sulla sinistra.
Nonostante fosse progettato anche per l'ingaggio di corazzati nemici, il cannone poteva brandeggiare di soli 8° a destra ed a sinistra, con elevazione di -15°/+10°. Furono introdotti un freno di bocca per ridurre le forze di rinculo ed una rizza per bloccare la canna in fase di trasferimento. Per la difesa ravvicinata, l'equipaggio disponeva di tre mitra con 576 colpi. Il puntatore disponeva di un'ottica Selbstfahrlafetten-Zielfernrohr 1 (Sfl.Z.F. 1), mentre la postazione del capocarro era dotata di periscopio binoculare Turmspähfernrohr (T.S.F.) su un braccio girevole.
Il motore V-12 Maybach HL120 originale del Panzer IV fu sostituito con un più leggero V-6 Maybach HL66P. I veicoli di serie avrebbero dovuto ricevere il treno di rotolamento del Panzer III, che offriva una maggiore manovrabilità grazie alla traccia più corta, alla minore resistenza delle ruote, alle molle più morbide ed alla maggiore escursione delle sospensioni.